# Municipio de Hightowers
El municipio de Hightowers (en inglés: Hightowers Township) es un municipio ubicado en el  condado de Caswell en el estado estadounidense de Carolina del Norte. En el año 2000 tenía una población de 1.557 habitantes.

## Geografía
El municipio de Hightowers se encuentra ubicado en las coordenadas 36°19′6.7″N 79°13′27.07″O / 36.318528, -79.2241861.